# Pronephrium firmulum
Pronephrium firmulum är en kärrbräkenväxtart som först beskrevs av Bak., och fick sitt nu gällande namn av Holtt. Pronephrium firmulum ingår i släktet Pronephrium och familjen Thelypteridaceae. Inga underarter finns listade.